# Gigantic (film)
Gigantic è un film del 2008 diretto da Matt Aselton.

## Trama
Brian è un venditore di materassi di pregio, scontento della propria vita piatta e noiosa e con un unico, grande, singolare desiderio che ha sin da bambino: poter adottare un giorno un bimbo cinese. Riesce anche, non senza difficoltà, a farsi mettere in lista per la tanto agognata adozione ed è in attesa dell'esito, quando nella sua vita si affaccia quasi per caso Harriet, il cui eccentrico e ricco padre si ritrova ad essere un cliente di Brian. Harriet - che tutti chiamano Happy - è anch'essa una ragazza dal carattere tutt'altro che facile, ed in barba al suo soprannome vive con apatia, se non fastidio, il mondo che la circonda. Conoscersi consentirà ai due giovani di crescere ed avere l'opportunità di scoprire cose della vita e di loro stessi che prima non conoscevano.

## Produzione
La sceneggiatura, scritta da Matt Aselton con il compagno di college Adam Nagata, è basata su una storia vera vissuta dalla famiglia del regista. Le riprese si sono svolte tra New York ed il Connecticut.

## Distribuzione
Il film è stato presentato al Toronto International Film Festival del 2008.